# Paléoprotéomique
La paléoprotéomique est l'application de la protéomique (l'analyse des ensembles de protéines) aux matériaux anciens. Les protéomes anciens peuvent être trouvés dans des fossiles, des sédiments,, etc. Les protéines apportent moins d'informations que l'ADN, mais présentent l'avantage de se conserver potentiellement bien plus longtemps.

## Histoire
La première application de cette technologie aux protéines anciennes a été réalisée par le groupe de Peggy Ostrom en 2000.

## Intérêt
L'ADN et les protéines se dégradent avec le temps. La vitesse de cette dégradation dépend des conditions environnementales ; elle est notamment fortement accélérée par la chaleur et l'humidité. Il est rare de trouver un ADN ancien exploitable au-delà de 100 000 ans en Eurasie tempérée, et au-delà de 15 000 ans en Afrique et en Asie tropicale. Seules des latitudes septentrionales, ou des conditions d'enfouissement et de conservation dans le sol exceptionnelles, peuvent permettre de récupérer et de déchiffrer des traces d'ADN remontant au Pléistocène inférieur ou au Pléistocène moyen ancien. Certaines protéines pourraient mieux se conserver que l'ADN dans certains environnements, de l'ordre de 10 fois plus longtemps.

## Exemples
En 2016, les protéines de fragments osseux trouvés dans la grotte du Renne, à Arcy-sur-Cure (Yonne, France), dans la même couche stratigraphique que des colliers châtelperroniens, et datés entre 45 000 et 41 300 ans avant le présent, ont été attribuées à l'Homme de Néandertal. Ce résultat a apporté un argument fort en faveur de l'attribution de la culture châtelperronienne à l'Homme de Néandertal.
En mai 2019, les protéines d'une molaire de la mandibule de Xiahe, trouvée en Chine et vieille d'au moins 160 000 ans, ont permis de montrer qu'elle appartenait à un Homme de Denisova,. Il s'agit du premier fossile dénisovien identifié en dehors de la grotte de Denisova, en Sibérie.
En octobre 2019, la phylogénie des Rhinocéros eurasiatiques du Pléistocène inférieur et moyen a pu être établie grâce au protéome fossile d'un émail dentaire trouvé à Dmanissi, en Géorgie, et vieux d'environ 1,77 Ma.
Une étude parue en 2020, basée sur l'analyse de protéines anciennes trouvées dans les fossiles humains de Gran Dolina, dans la Sierra d'Atapuerca, en Espagne, datés d'environ 850 000 ans, montre que l'espèce Homo antecessor se présente non comme un ancêtre mais comme une lignée sœur du dernier ancêtre commun des Néandertaliens et des Homo sapiens. La morphologie en partie moderne de la face d'Homo antecessor pourrait donc être plus ancienne qu'estimé jusque-là, et la morphologie crânienne des Néandertaliens pourrait alors représenter une forme dérivée plutôt qu'ancestrale.